# Peter P. Klassen
Peter P. Klassen (* 1926 in der Kolonie Chortitza am Dnjepr; † 29. Juli 2018 in Filadelfia, Paraguay) war ein deutscher bzw. russlandmennonitischer Lehrer, Historiker und Schriftsteller in Paraguay.

## Leben und Werk
Als Kind floh Peter P. Klassen mit seinen Eltern aus Südrussland über Moskau nach Paraguay. Seit 1931 lebte und arbeitete er dort in der russlandmennonitischen Kolonie Fernheim. Klassen war in Historikerkreisen als Spezialist der mennonitischen Geschichte Lateinamerikas anerkannt und war Herausgeber der mennonitisch-paraguayischen Zeitschrift Mennoblatt. Unter den Mennoniten und plautdietschen Russlandmennoniten bekannt wurde Klassen durch seine historisch fundierten Kurzgeschichten in der Reihe Geschichten zur Geschichte.
Peter P. Klassen schrieb hauptsächlich in deutscher Sprache, gelegentlich auch auf Spanisch und in seiner Muttersprache Plautdietsch. Bevor Klassen an einer Studienreise der Plautdietsch-Freunde teilnahm, sammelte und veröffentlichte er in Ausgaben des Mennoblattes Sprichwörter und Redewendungen in seiner Muttersprache. In dieser Sprache verfasste er sein Buch Frauenschicksale. Es ist u. a. eine Erzählung über seine Mutter.

## Publikationen (Auswahl)
- Die Mennoniten in Paraguay. Band 1: Reich Gottes und Reich  dieser Welt; Bolanden-Weierhof: Mennonitischer Geschichtsverein e. V., 2001; ISBN 3921881056.
- Die Mennoniten in Paraguay. Band 2: Begegnung mit Indianern und Paraguayern; Bolanden-Weierhof: Mennonitischer Geschichtsverein e. V., 1991; ISBN 3921881072.
- Die russlanddeutschen Mennoniten in Brasilien; Band 1: Witmarsum am Alto Rio und Auhagen auf dem Stoltz-Plateau in Santa Catarina; Bolanden-Weierhof: Mennonitischer Geschichtsverein e. V., 1995; ISBN 3921881080.
- Die russlanddeutschen Mennoniten in Brasilien; Band 2: Siedlungen, Gruppen und Gemeinden in der Zerstreuung; Bolanden-Weierhof: Mennonitischer Geschichtsverein e. V., 1998; ISBN 3921881099.
- Immer kreisen die Geier. Ein Buch vom Chaco Boreal in Paraguay; Asunción: Imprenta ASCIM, 1994.
- Kampbrand und andere mennonitische Geschichten.
- Kaputi Mennonita. Eine friedliche Begegnung im Chaco-Krieg; Asunción (Paraguay), 1976.
- Und ob ich schon wanderte... Geschichten zur Geschichte der Wanderung und Flucht der Mennoniten von Preußen über Russland nach Amerika, Mennonitischer Geschichtsverein, Bolanden-Weierhof: Mennonitischer Geschichtsverein e. V., 1997.
- Die deutsch-völkische Zeit in der Kolonie Fernheim - Chaco, Paraguay - 1933 - 1945. ein Beitrag zur Geschichte der auslandsdeutschen Mennoniten während des Dritten Reiches; Bolanden-Weierhof: Mennonitischer Geschichtsverein e. V., 2001; ISBN 3921881064.
- Die schwarzen Reiter. Geschichten zur Geschichte eines Glaubensprinzips; Uchte: Sonnentau-Verlag, 1999; ISBN 3980459640.
- So geschehen in Kronsweide; 2003.
- Campo Via; Asunción: Imprenta Modelo S. A., 2008.
- Frauenschicksale.